# Idosio
L'idosio è un esoso, epimero sul C5 del glucosio. Non è presente in natura o, fino ad ora, non è stato rinvenuto in alcun organismo sebbene il suo acido uronico, l'acido iduronico, sia un composto importante in quanto componente del dermatan solfato e dell'eparan solfato.